# Megachile pulchriventris
Megachile pulchriventris är en biart som beskrevs av Cockerell 1923. Megachile pulchriventris ingår i släktet tapetserarbin, och familjen buksamlarbin. Inga underarter finns listade i Catalogue of Life.